# آناتولی تیموشوک
آناتولی اولکساندر تیموشوک (به اوکراینی: Анатолій Олександрович Тимощук) (زاده ۳۰ مارس ۱۹۷۹ - شوروی) بازیکن سابق فوتبال اهل کشور اوکراین می‌باشد.
تیموشوک سابقه بازی در تیم‌های شاختار دونسک، زنیت سن پترزبورگ و بایرن مونیخ را دارد. وی ۱۴۴ بازی ملی نیز در کارنامه دارد.